# Ghosts VI: Locusts
Ghosts VI: Locusts è l'undicesimo album in studio del gruppo musicale statunitense Nine Inch Nails, pubblicato dalla The Null Corporation. 
L'album è la terza pubblicazione della serie di album strumentali della band, intitolata "Ghosts", inaugurata nel 2008 da Ghosts I-IV e proseguita da Ghosts V: Together, rilasciato lo stesso giorno di Locusts. Entrambi gli album sono stati rilasciati gratuitamente il 26 marzo 2020, senza precedenti annunci.

## Tracce
Musiche di Trent Reznor e Atticus Ross.
1. The Cursed Clock – 7:01
2. About Every Corner – 10:53
3. The Worriment Waltz – 9:56
4. Run Like Hell – 5:38
5. When It Happens (Don't Mind Me) – 2:56
6. Another Crashed Car – 2:24
7. Temp Fix – 1:47
8. Trust Fades – 3:13
9. A Really Bad Night – 4:54
10. Your New Normal – 3:46
11. Just Breathe – 7:01
12. Right Behind You – 1:43
13. Turn This Off Please – 13:09
14. So Tired – 3:45
15. Almost Dawn – 5:35